# Prepona subamesia
Prepona subamesia är en fjärilsart som beskrevs av Le Moult 1932. Prepona subamesia ingår i släktet Prepona och familjen praktfjärilar. Inga underarter finns listade i Catalogue of Life.